# Accident du DC-6 des Nations unies à Ndola
Vol Transair Sweden 001
L'accident du DC-6 des Nations unies est un accident aérien supposé sur le vol du Douglas DC-6 affrété le 18 septembre 1961 par la compagnie aérienne suédoise Transair Sweden (en), pour le compte des Nations unies. L'appareil, assurant alors la deuxième étape du vol Transair Sweden 001 entre l'aéroport international de Ndjili, en République du Congo (aujourd'hui République démocratique du Congo (RDC)) et l'aéroport de Ndola, en Rhodésie du Nord (aujourd'hui Zambie), s'écrase à environ 15 km de sa destination finale, tuant les 16 personnes présentes à bord dont Dag Hammarskjöld, alors secrétaire général des Nations unies depuis 1953.

## Avion et équipage
L'appareil impliqué était un Douglas DC-6B, un quadrimoteur à hélice immatriculé en Suède SE-BDY (numéro de série 43559/251), qui a volé pour la première fois en 1952 et était propulsé par quatre moteurs à pistons 18 cylindres, de type Pratt & Whitney R-2800 Double Wasp. Il était piloté par le commandant de bord Per Hallonquist (35 ans), le copilote Lars Litton (29 ans) et l'ingénieur de vol Nils Göran Wilhelmsson.

## Contexte
Au moment des faits, la région connait une période trouble, connue sous le nom de Crise congolaise. Le Congo, ancienne colonie belge, est alors indépendant depuis peu. La mission des Nations unies et de Dag Hammarskjöld est d'obtenir un cessez-le-feu avec Moïse Tshombé, dirigeant de l'État du Katanga, province riche en minerais et pierres précieuses, qui a fait sécession, provoquant des affrontements avec les forces nationales congolaises.

## L’accident

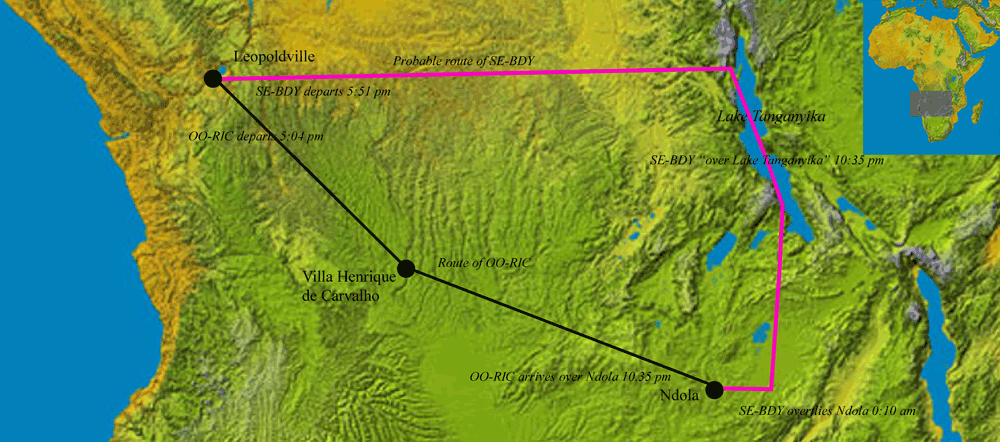
Trajectoire de vol de l'avion de Hammarskjöld (ligne rose) et du leurre (ligne noire), septembre 1961.

En raison des tensions dans la région, le plan de vol prévoit un détour passant le long du lac Tanganyika, près de la frontière de l'actuelle Tanzanie, avant de revenir vers Ndola. Enfin, les communications sont limitées et aucun plan de vol officiel n'est déposé. L’appareil aurait dû atterrir un peu après minuit à Ndola, mais sans aucun contact vers 3 heures du matin, l’aéroport finit par éteindre les lumières de la piste d’atterrissage. 
C'est seulement sept heures plus tard que les recherches sont lancées. Le caractère non officiel de cette mission et les communications limitées ont pu laisser croire au personnel de l'aéroport à un changement de plan de dernière minute. En réalité, le DC-6 portant le nom d'« Albertina » s'est écrasé à environ 15 km de l'aéroport.

## L’enquête
Les conclusions de l’enquête, menée par la Commission d'enquête rhodésienne, pointent vers une erreur de pilotage, notamment le fait que l'équipage volait à une altitude trop basse lors de son approche finale, conduisant à un impact sans perte de contrôle (CFIT) avec les arbres.
Les récits précédents parlant d'un éclair brillant dans le ciel ont été rejetés, car ils se seraient produits trop tard dans la soirée pour avoir causé l'accident. Le rapport de l'ONU a émis l'hypothèse que ces éclairs auraient pu être causés par des explosions secondaires survenues après l'accident. Le sergent Harold Julien, qui a survécu à l'accident mais est décédé cinq jours plus tard, a indiqué qu'une série d'explosions avait précédé l'accident. L'enquête officielle a conclu que les déclarations des témoins qui ont parlé avec Julien avant qu'il ne décède à l'hôpital cinq jours après l'accident étaient incohérentes et irrecevables.
En 2017, l'ONU écarte cependant la thèse de l'accident et soulève la possibilité que l’avion ait été abattu lors de son approche vers Ndola. Selon l'historienne britannique Susan Williams et le documentaire danois Cold case à l'ONU qui a été un des trois finalistes du Prix LUX du Parlement européen, son avion aurait été abattu par le SAIMR, une organisation parapublique de mercenaires anticommunistes et de suprématistes blancs, développée en Afrique du Sud durant l'apartheid.

## Mémorial

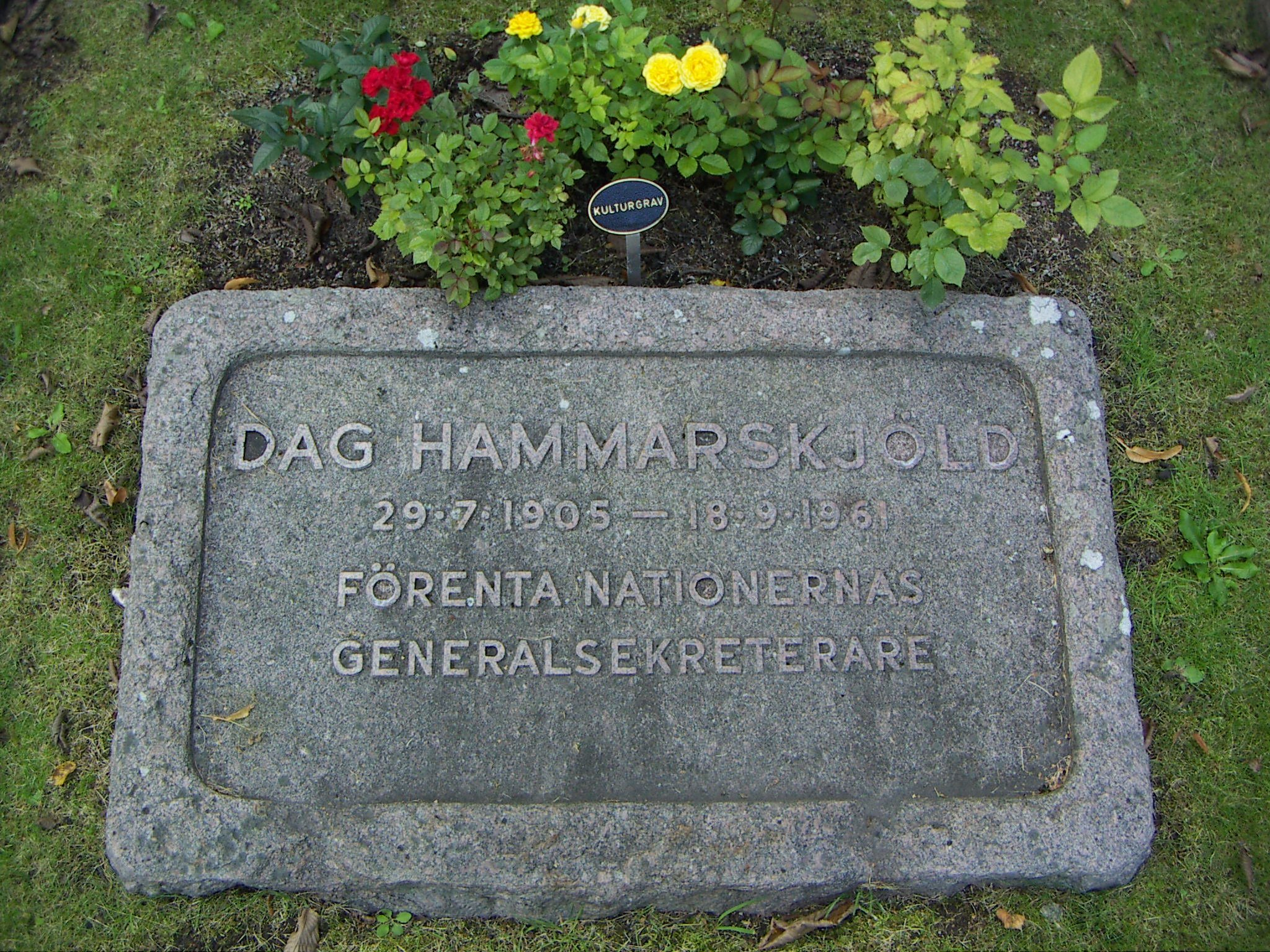
La tombe de Dag Hammarskjöld, à Uppsala.

Le site du mémorial du crash de Dag Hammarskjöld est en cours d'examen pour inscription au patrimoine mondial de l'UNESCO. Un communiqué de presse, publié par le Premier ministre de la République du Congo, précise que « ... afin de rendre hommage à ce grand homme, aujourd'hui disparu, et à ses collègues, tous victimes des intrigues éhontées des grandes puissances financières occidentales... le Gouvernement a décidé de proclamer le mardi 19 septembre 1961, jour de deuil national. »

## Documentaire télévisé
- Mission mortelle, 5e épisode de la 15e saison d'Air Crash.
- Retour aux sources - Cold Case à l'ONU

### Retour aux sources - Cold Case a l'ONUArticles connexes
- Liste d'avions civils abattus
- Crise congolaise
  - Opération des Nations unies au Congo
  - Armée katangaise
- Cold Case à l'ONU